# Psychotria rhombocarpoides
Psychotria rhombocarpoides är en måreväxtart som beskrevs av Takahide Hosokawa. Psychotria rhombocarpoides ingår i släktet Psychotria och familjen måreväxter. Inga underarter finns listade i Catalogue of Life.